# Bergiola persica
Bergiola persica är en insektsart som beskrevs av Boris Petrovich Uvarov 1928. Bergiola persica ingår i släktet Bergiola och familjen vårtbitare. Inga underarter finns listade i Catalogue of Life.